# Vânători (okręg Jassy)
Vânători – wieś w Rumunii, w okręgu Jassy, w gminie Popricani. W 2011 roku liczyła 1304 mieszkańców.